# Grand Prix de Plouay féminin 2021
La 23e édition du Grand Prix de Plouay féminin est une course cycliste qui a lieu le 30 août 2021 en Bretagne. Il fait partie de l'UCI World Tour féminin. Elle est remportée par l'Italienne Elisa Longo Borghini. Habituellement organisée la veille de l'épreuve masculine, cette édition est disputée le lundi, soit le lendemain de la classique, en raison notamment de l'organisation du Simac Ladies Tour, épreuve du World Tour féminin se déroulant jusqu'au dimanche.

## Parcours

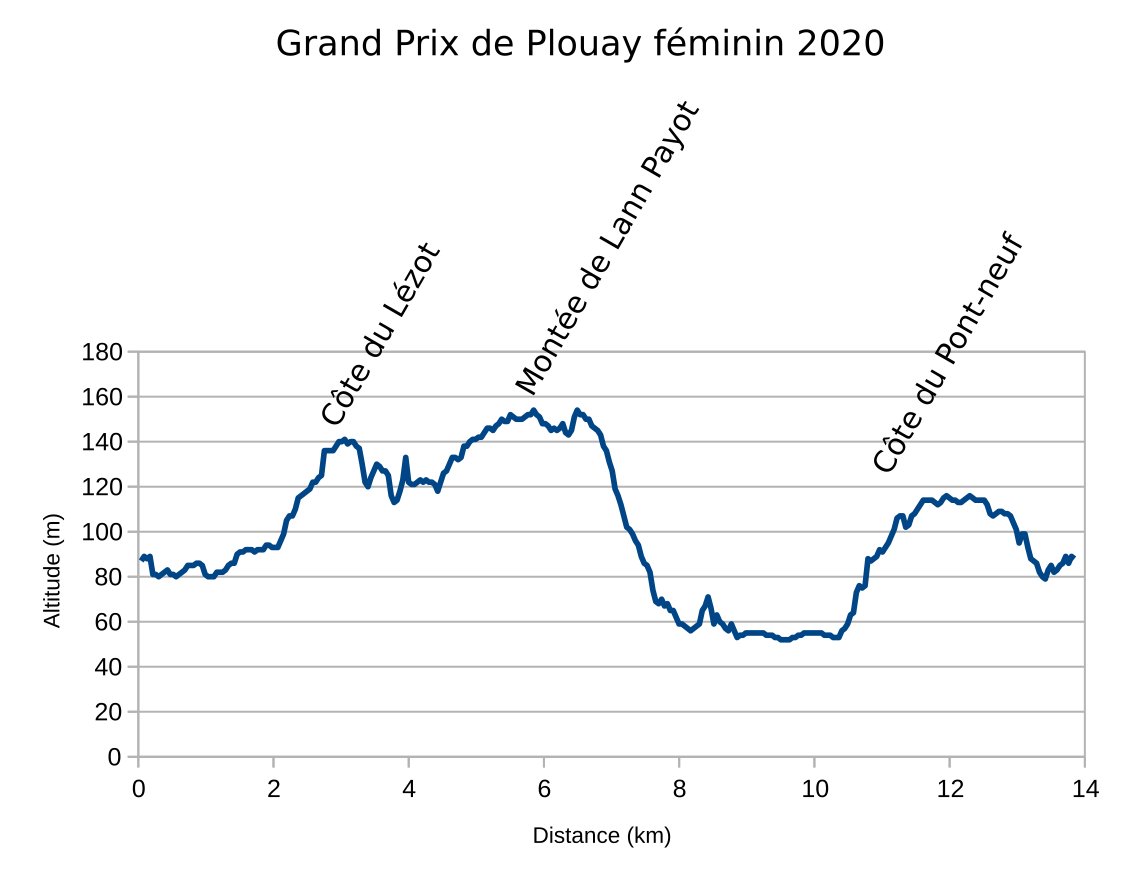
Profil du circuit court

Onze tours de 13,7 km autour de Plouay sont effectués. Il comporte trois côtes : Toul el Len, le Pont-Neuf, et le Lezot.

## Favorites
La vainqueur sortante, Lizzie Deignan, a déjà remporté l'épreuve par trois fois. Elle fait donc figure de favorite. Elle peut compter sur le soutien de deux autres prétendantes : Elisa Longo Borghini et Ruth Winder. La Néerlandaise Anna van der Breggen effectue son retour depuis la course olympique. Les autres favorites sont : Coryn Rivera, Mavi Garcia, Marta Cavalli, Anna Henderson, Elise Chabbey et Chiara Consonni.

## Équipes
| UCI Women's WorldTeams (7)- Alé BTC Ljubljana - Canyon-SRAM Racing - FDJ-Nouvelle Aquitaine-Futuroscope - Liv Racing - SD Worx - Team DSM - Trek-Segafredo Équipes féminines continentales (8)- Ceratizit-WNT Pro Cycling - Massi Tactic - Arkéa Pro Cycling Team - Jumbo-Visma Women Team - Parkhotel Valkenburg - Stade Rochelais Charente-Maritime Women Cycling - Tibco-Silicon Valley Bank - Valcar-Travel & Service |
| |

## Récit de la course
À quatre-vingt kilomètres de l'arrivée, Anna van der Breggen, Ruth Winder, Franziska Koch, Anna Henderson et Riejanne Markus sortent du peloton. Le peloton se reforme ensuite. Dix kilomètres plus loin, Jade Wiel et Alena Amialiusik attaquent. Elles obtiennent près de trois minutes d'avance. À cinquante kilomètres de l'arrivée, un groupe de poursuite se forme avec : Julie van de Velde, Eugenia Bujak, Abi Smith, Anna Shackley, Ruth Winder, Elise Chabbey, Evita Muzic et Pauliena Rooijakkers. À quarante-trois kilomètres de l'arrivée, Amialusik décide de poursuivre seule. Anna van der Breggen mène alors le peloton. Le groupe de chasse est repris à trente-six kilomètres de la ligne. Audrey Cordon-Ragot place alors un contre, mais est immédiatement reprise. Alena Amialiusik compte alors deux minutes d'avance. À vingt-six kilomètres de l'arrivée, Elisa Longo Borghini attaque. Liane Lippert et Coryn Rivera partent à sa poursuite. Elles sont reprises. Mavi Garcia contre et revient sur l'Italienne. À vingt-deux kilomètres du but, Mavi Garcia et Elisa Longo Borghini reviennent sur Alena Amialiusik. Un regroupement général a néanmoins lieu à quinze kilomètres de l'arrivée. Deux kilomètres plus loin, Tatiana Guderzo tente sa chance. Reprise, elle est imitée par Niamh Fisher-Black avec Rachel Neylan. Elles-mêmes reprises sur l'accélération d'Anna Henderson et Floortje Mackaij. Le peloton se reforme ensuite. Aux dix kilomètres, quatre favorites sortent : Longo Borghini, Guderzo, Lippert et Erica Magnaldi. Elisa Longo Borghini surenchère pour se retrouver en tête seule. Floortje Mackaij, Mavi Garcia, Marta Cavalli et Liane Lippert s'emploient dans la poursuite, mais ne peuvent revenir sur l'Italienne. Les quatre sont reprises par le peloton à deux kilomètres de l'arrivée. Marta Cavalli tente une sortie, mais on ne la laisse pas partir. Elisa Longo Borghini s'impose. Derrière, le sprint est réglé par Gladys Verhulst devant Kristen Faulkner.

## Classements

### Classement final
| \| Classement général \| Classement général \| Classement général \| Classement général \| Classement général \| \| Coureuse \| Coureuse \| Pays \| Équipe \| Temps \| \| ------------------ \| -------------------- \| ------------------ \| ---------------------------------- \| ------------------ \| \| 1re \| Elisa Longo Borghini \| Italie \| Trek-Segafredo \| 4 h 06 min 02 s \| \| 2e \| Gladys Verhulst \| France \| Arkéa Pro Cycling Team \| + 12 s \| \| 3e \| Kristen Faulkner \| États-Unis \| Tibco-Silicon Valley Bank \| + 12 s \| \| 4e \| Sofia Bertizzolo \| Italie \| Liv Racing \| + 12 s \| \| 5e \| Évita Muzic \| France \| FDJ-Nouvelle Aquitaine-Futuroscope \| + 12 s \| \| 6e \| Eugenia Bujak \| Slovénie \| Alé BTC Ljubljana \| + 12 s \| \| 7e \| Lizzie Deignan \| Royaume-Uni \| Trek-Segafredo \| + 12 s \| \| 8e \| Coryn Rivera \| États-Unis \| Team DSM \| + 12 s \| \| 9e \| Ashleigh Moolman \| Afrique du Sud \| SD Worx \| + 12 s \| \| 10e \| Anna Henderson \| Royaume-Uni \| Jumbo-Visma Women Team \| + 12 s \| |                      |                |                                    |                 |
| |                      |                |                                    |                 |
| Source : ProCyclingStats |                      |                |                                    |                 |
| Classement général |                      |                |                                    |                 |
| Coureuse | Coureuse             | Pays           | Équipe                             | Temps           |
| 1re | Elisa Longo Borghini | Italie         | Trek-Segafredo                     | 4 h 06 min 02 s |
| 2e | Gladys Verhulst      | France         | Arkéa Pro Cycling Team             | + 12 s          |
| 3e | Kristen Faulkner     | États-Unis     | Tibco-Silicon Valley Bank          | + 12 s          |
| 4e | Sofia Bertizzolo     | Italie         | Liv Racing                         | + 12 s          |
| 5e | Évita Muzic          | France         | FDJ-Nouvelle Aquitaine-Futuroscope | + 12 s          |
| 6e | Eugenia Bujak        | Slovénie       | Alé BTC Ljubljana                  | + 12 s          |
| 7e | Lizzie Deignan       | Royaume-Uni    | Trek-Segafredo                     | + 12 s          |
| 8e | Coryn Rivera         | États-Unis     | Team DSM                           | + 12 s          |
| 9e | Ashleigh Moolman     | Afrique du Sud | SD Worx                            | + 12 s          |
| 10e | Anna Henderson       | Royaume-Uni    | Jumbo-Visma Women Team             | + 12 s          |

### UCI World Tour

#### Points attribués
| Position           | 1er | 2e  | 3e  | 4e  | 5e  | 6e  | 7e  | 8e  | 9e | 10e | 11e | 12e | 13e | 14e | 15e | 16e à 20e | 21e à 30e | 31e à 40e |
| Classement général | 400 | 320 | 260 | 220 | 180 | 140 | 120 | 100 | 80 | 68  | 56  | 48  | 40  | 32  | 28  | 24        | 16        | 8         |

| Classement par points | Classement par points       | Classement par points | Classement par points              | Classement par points |
| Coureuse              | Coureuse                    | Pays                  | Équipe                             | Points                |
| --------------------- | --------------------------- | --------------------- | ---------------------------------- | --------------------- |
| 1re                   | Annemiek van Vleuten        | Pays-Bas              | Movistar Team                      | 2669 pts              |
| 2e                    | Marianne Vos                | Pays-Bas              | Jumbo-Visma Women Team             | 2157 pts              |
| 3e                    | Demi Vollering              | Pays-Bas              | SD Worx                            | 2067 pts              |
| 4e                    | Elisa Longo Borghini        | Italie                | Trek-Segafredo                     | 2064 pts              |
| 5e                    | Cecilie Uttrup Ludwig       | Danemark              | FDJ-Nouvelle Aquitaine-Futuroscope | 1668 pts              |
| 6e                    | Anna van der Breggen        | Pays-Bas              | SD Worx                            | 1640 pts              |
| 7e                    | Katarzyna Niewiadoma        | Pologne               | Canyon-SRAM Racing                 | 1268 pts              |
| 8e                    | Grace Brown                 | Australie             | Team BikeExchange                  | 1066 pts              |
| 9e                    | Chantal van den Broek-Blaak | Pays-Bas              | SD Worx                            | 933 pts               |
| 10e                   | Kristen Faulkner            | États-Unis            | Tibco-Silicon Valley Bank          | 898 pts               |

| Classement par points | Classement par points       | Classement par points | Classement par points              | Classement par points |
| Coureuse              | Coureuse                    | Pays                  | Équipe                             | Points                |
| --------------------- | --------------------------- | --------------------- | ---------------------------------- | --------------------- |
| 1re                   | Annemiek van Vleuten        | Pays-Bas              | Movistar Team                      | 2669 pts              |
| 2e                    | Marianne Vos                | Pays-Bas              | Jumbo-Visma Women Team             | 2157 pts              |
| 3e                    | Demi Vollering              | Pays-Bas              | SD Worx                            | 2067 pts              |
| 4e                    | Elisa Longo Borghini        | Italie                | Trek-Segafredo                     | 2064 pts              |
| 5e                    | Cecilie Uttrup Ludwig       | Danemark              | FDJ-Nouvelle Aquitaine-Futuroscope | 1668 pts              |
| 6e                    | Anna van der Breggen        | Pays-Bas              | SD Worx                            | 1640 pts              |
| 7e                    | Katarzyna Niewiadoma        | Pologne               | Canyon-SRAM Racing                 | 1268 pts              |
| 8e                    | Grace Brown                 | Australie             | Team BikeExchange                  | 1066 pts              |
| 9e                    | Chantal van den Broek-Blaak | Pays-Bas              | SD Worx                            | 933 pts               |
| 10e                   | Kristen Faulkner            | États-Unis            | Tibco-Silicon Valley Bank          | 898 pts               |

| Classement du meilleur jeune | Classement du meilleur jeune | Classement du meilleur jeune | Classement du meilleur jeune       | Classement du meilleur jeune |
| Coureuse                     | Coureuse                     | Pays                         | Équipe                             | Points                       |
| ---------------------------- | ---------------------------- | ---------------------------- | ---------------------------------- | ---------------------------- |
| 1re                          | Niamh Fisher-Black           | Nouvelle-Zélande             | SD Worx                            | 34 pts                       |
| 2e                           | Évita Muzic                  | France                       | FDJ-Nouvelle Aquitaine-Futuroscope | 30 pts                       |
| 3e                           | Maria Novolodskaya           | Russie                       | A.R. Monex Women's                 | 22 pts                       |
| 4e                           | Anna Shackley                | Royaume-Uni                  | SD Worx                            | 8 pts                        |
| 5e                           | Pfeiffer Georgi              | Royaume-Uni                  | Team DSM                           | 6 pts                        |
| 6e                           | Sarah Gigante                | Australie                    | Tibco-Silicon Valley Bank          | 6 pts                        |
| 7e                           | Vittoria Guazzini            | Italie                       | Valcar-Travel & Service            | 6 pts                        |
| 8e                           | Marta Jaskulska              | Pologne                      | Liv Racing                         | 4 pts                        |
| 9e                           | Barbara Malcotti             | Italie                       | Valcar-Travel & Service            | 4 pts                        |
| 10e                          | Franziska Koch               | Allemagne                    | Team DSM                           | 4 pts                        |

| Classement du meilleur jeune | Classement du meilleur jeune | Classement du meilleur jeune | Classement du meilleur jeune       | Classement du meilleur jeune |
| Coureuse                     | Coureuse                     | Pays                         | Équipe                             | Points                       |
| ---------------------------- | ---------------------------- | ---------------------------- | ---------------------------------- | ---------------------------- |
| 1re                          | Niamh Fisher-Black           | Nouvelle-Zélande             | SD Worx                            | 34 pts                       |
| 2e                           | Évita Muzic                  | France                       | FDJ-Nouvelle Aquitaine-Futuroscope | 30 pts                       |
| 3e                           | Maria Novolodskaya           | Russie                       | A.R. Monex Women's                 | 22 pts                       |
| 4e                           | Anna Shackley                | Royaume-Uni                  | SD Worx                            | 8 pts                        |
| 5e                           | Pfeiffer Georgi              | Royaume-Uni                  | Team DSM                           | 6 pts                        |
| 6e                           | Sarah Gigante                | Australie                    | Tibco-Silicon Valley Bank          | 6 pts                        |
| 7e                           | Vittoria Guazzini            | Italie                       | Valcar-Travel & Service            | 6 pts                        |
| 8e                           | Marta Jaskulska              | Pologne                      | Liv Racing                         | 4 pts                        |
| 9e                           | Barbara Malcotti             | Italie                       | Valcar-Travel & Service            | 4 pts                        |
| 10e                          | Franziska Koch               | Allemagne                    | Team DSM                           | 4 pts                        |

| Classement par équipes aux points | Classement par équipes aux points  | Classement par équipes aux points | Classement par équipes aux points |
| Équipe                            | Équipe                             | Pays                              | Points                            |
| --------------------------------- | ---------------------------------- | --------------------------------- | --------------------------------- |
| 1re                               | SD Worx                            | Pays-Bas                          | 6875 pts                          |
| 2e                                | Trek-Segafredo                     | États-Unis                        | 4090 pts                          |
| 3e                                | Movistar Team                      | Espagne                           | 3870 pts                          |
| 4e                                | FDJ-Nouvelle Aquitaine-Futuroscope | France                            | 3145 pts                          |
| 5e                                | Liv Racing                         | Pays-Bas                          | 2813 pts                          |
| 6e                                | Jumbo-Visma                        | Pays-Bas                          | 2753 pts                          |
| 7e                                | Alé BTC Ljubljana                  | Italie                            | 2534 pts                          |
| 8e                                | Canyon-SRAM Racing                 | Allemagne                         | 2249 pts                          |
| 9e                                | Team BikeExchange                  | Australie                         | 2070 pts                          |
| 10e                               | Team DSM                           | Allemagne                         | 1379 pts                          |

| Classement par équipes aux points | Classement par équipes aux points  | Classement par équipes aux points | Classement par équipes aux points |
| Équipe                            | Équipe                             | Pays                              | Points                            |
| --------------------------------- | ---------------------------------- | --------------------------------- | --------------------------------- |
| 1re                               | SD Worx                            | Pays-Bas                          | 6875 pts                          |
| 2e                                | Trek-Segafredo                     | États-Unis                        | 4090 pts                          |
| 3e                                | Movistar Team                      | Espagne                           | 3870 pts                          |
| 4e                                | FDJ-Nouvelle Aquitaine-Futuroscope | France                            | 3145 pts                          |
| 5e                                | Liv Racing                         | Pays-Bas                          | 2813 pts                          |
| 6e                                | Jumbo-Visma                        | Pays-Bas                          | 2753 pts                          |
| 7e                                | Alé BTC Ljubljana                  | Italie                            | 2534 pts                          |
| 8e                                | Canyon-SRAM Racing                 | Allemagne                         | 2249 pts                          |
| 9e                                | Team BikeExchange                  | Australie                         | 2070 pts                          |
| 10e                               | Team DSM                           | Allemagne                         | 1379 pts                          |

## Liste des participantes
| Légende | Légende                                                                    | Légende | Légende                                                    |
| ------- | -------------------------------------------------------------------------- | ------- | ---------------------------------------------------------- |
| Num     | Dossard de départ porté par le coureur sur ce Grand Prix de Plouay         | Pos     | Position à l'arrivée de la course                          |
|         | Indique un maillot de champion national ou mondial, suivi de sa spécialité | NP      | Indique un coureur qui n'a pas pris le départ de la course |
| AB      | Indique un coureur qui n'a pas terminé la course                           | HD      | Indique un coureur qui a terminé la course hors des délais |

| Trek-Segafredo TFS | Trek-Segafredo TFS                 | Trek-Segafredo TFS |
| ------------------ | ---------------------------------- | ------------------ |
| Num                | Coureuse                           | Pos                |
| 1                  | Lizzie Deignan (GBR)               | 7e                 |
| 2                  | Audrey Cordon-Ragot (FRA)          | AB                 |
| 3                  | Elisa Longo Borghini (ITA) (route) | 1re                |
| 5                  | Tayler Wiles (USA)                 | AB                 |
| 6                  | Ruth Edwards (USA)                 | AB                 |

| Valcar-Travel & Service VAL | Valcar-Travel & Service VAL | Valcar-Travel & Service VAL |
| --------------------------- | --------------------------- | --------------------------- |
| Num                         | Coureuse                    | Pos                         |
| 11                          | Elena Pirrone (ITA)         | 40e                         |
| 12                          | Chiara Consonni (ITA)       | AB                          |
| 13                          | Ilaria Sanguineti (ITA)     | 23e                         |
| 14                          | Silvia Persico (ITA)        | 11e                         |
| 15                          | Martina Alzini (ITA)        | 39e                         |
| 16                          | Silvia Pollicini (ITA)      | 58e                         |

| Team DSM DSM | Team DSM DSM           | Team DSM DSM |
| ------------ | ---------------------- | ------------ |
| Num          | Coureuse               | Pos          |
| 21           | Franziska Koch (GER)   | 42e          |
| 22           | Juliette Labous (FRA)  | 22e          |
| 23           | Liane Lippert (GER)    | 27e          |
| 24           | Floortje Mackaij (NED) | 24e          |
| 25           | Wilma Olausson (SWE)   | 46e          |
| 26           | Coryn Rivera (USA)     | 8e           |

| Alé BTC Ljubljana ALE | Alé BTC Ljubljana ALE       | Alé BTC Ljubljana ALE |
| --------------------- | --------------------------- | --------------------- |
| Num                   | Coureuse                    | Pos                   |
| 31                    | Mavi García (ESP) (route)   | 21e                   |
| 32                    | Eugenia Bujak (SLO) (route) | 6e                    |
| 33                    | Tatiana Guderzo (ITA)       | 18e                   |
| 34                    | Sophie Wright (GBR)         | 55e                   |
| 35                    | Urša Pintar (SLO)           | 17e                   |

| Liv Racing LIV | Liv Racing LIV             | Liv Racing LIV |
| -------------- | -------------------------- | -------------- |
| Num            | Coureuse                   | Pos            |
| 41             | Sofia Bertizzolo (ITA)     | 4e             |
| 42             | Soraya Paladin (ITA)       | 25e            |
| 43             | Pauliena Rooijakkers (NED) | 30e            |
| 44             | Sabrina Stultiens (NED)    | AB             |

| Parkhotel Valkenburg PHV | Parkhotel Valkenburg PHV  | Parkhotel Valkenburg PHV |
| ------------------------ | ------------------------- | ------------------------ |
| Num                      | Coureuse                  | Pos                      |
| 51                       | Sylvie Swinkels (NED)     | AB                       |
| 52                       | Rachel Neylan (AUS)       | 19e                      |
| 53                       | Belle De Gast (NED)       | AB                       |
| 54                       | Marit Raaijmakers (NED)   | 51e                      |
| 55                       | Kirstie van Haaften (NED) | 60e                      |
| 56                       | Pien Limpens (NED)        | 43e                      |

| Arkéa Pro Cycling Team ARK | Arkéa Pro Cycling Team ARK    | Arkéa Pro Cycling Team ARK |
| -------------------------- | ----------------------------- | -------------------------- |
| Num                        | Coureuse                      | Pos                        |
| 61                         | Charlotte Becker (GER)        | AB                         |
| 62                         | Typhaine Laurance (FRA)       | 44e                        |
| 63                         | Gladys Verhulst (FRA)         | 2e                         |
| 64                         | Greta Richioud (FRA)          | AB                         |
| 65                         | Marie-Morgane Le Deunff (FRA) | AB                         |
| 66                         | Lucie Jounier (FRA)           | 37e                        |

| SD Worx SDW | SD Worx SDW                        | SD Worx SDW |
| ----------- | ---------------------------------- | ----------- |
| Num         | Coureuse                           | Pos         |
| 71          | Anna van der Breggen (NED) (route) | AB          |
| 72          | Niamh Fisher-Black (NZL)           | 12e         |
| 73          | Anna Shackley (GBR)                | 20e         |
| 74          | Roxane Fournier (FRA)              | 57e         |
| 75          | Ashleigh Moolman (RSA)             | 9e          |
| 76          | Karol-Ann Canuel (CAN)             | AB          |

| Tibco-Silicon Valley Bank TIB | Tibco-Silicon Valley Bank TIB | Tibco-Silicon Valley Bank TIB |
| ----------------------------- | ----------------------------- | ----------------------------- |
| Num                           | Coureuse                      | Pos                           |
| 81                            | Kristen Faulkner (USA)        | 3e                            |
| 82                            | Diana Peñuela (COL)           | AB                            |
| 83                            | Leah Dixon (GBR)              | AB                            |
| 84                            | Nina Kessler (NED)            | 34e                           |
| 85                            | Tanja Erath (GER)             | AB                            |
| 86                            | Abi Smith (GBR)               | 16e                           |

| FDJ-Nouvelle Aquitaine-Futuroscope FDJ | FDJ-Nouvelle Aquitaine-Futuroscope FDJ | FDJ-Nouvelle Aquitaine-Futuroscope FDJ |
| -------------------------------------- | -------------------------------------- | -------------------------------------- |
| Num                                    | Coureuse                               | Pos                                    |
| 91                                     | Marta Cavalli (ITA)                    | 26e                                    |
| 92                                     | Stine Borgli (NOR)                     | 36e                                    |
| 93                                     | Victorie Guilman (FRA)                 | 48e                                    |
| 94                                     | Marie Le Net (FRA)                     | 28e                                    |
| 95                                     | Évita Muzic (FRA) (route)              | 5e                                     |
| 96                                     | Jade Wiel (FRA)                        | 49e                                    |

| Canyon-SRAM Racing CSR | Canyon-SRAM Racing CSR | Canyon-SRAM Racing CSR |
| ---------------------- | ---------------------- | ---------------------- |
| Num                    | Coureuse               | Pos                    |
| 101                    | Alena Amialiusik (BLR) | 32e                    |
| 102                    | Elise Chabbey (SUI)    | 13e                    |
| 103                    | Tiffany Cromwell (AUS) | 33e                    |
| 104                    | Neve Bradbury (AUS)    | 53e                    |
| 105                    | Mikayla Harvey (NZL)   | 31e                    |
| 106                    | Hannah Ludwig (GER)    | AB                     |

| Jumbo-Visma Women Team TJV | Jumbo-Visma Women Team TJV | Jumbo-Visma Women Team TJV |
| -------------------------- | -------------------------- | -------------------------- |
| Num                        | Coureuse                   | Pos                        |
| 111                        | Nancy van der Burg (NED)   | AB                         |
| 112                        | Riejanne Markus (NED)      | 35e                        |
| 113                        | Aafke Soet (NED)           | AB                         |
| 114                        | Julie Van de Velde (BEL)   | 52e                        |
| 115                        | Anna Henderson (GBR)       | 10e                        |
| 116                        | Amber Kraak (NED)          | 38e                        |

| Stade Rochelais Charente-Maritime CMW | Stade Rochelais Charente-Maritime CMW | Stade Rochelais Charente-Maritime CMW |
| ------------------------------------- | ------------------------------------- | ------------------------------------- |
| Num                                   | Coureuse                              | Pos                                   |
| 121                                   | Arianna Pruisscher (NED)              | AB                                    |
| 122                                   | Coralie Demay (FRA)                   | AB                                    |
| 123                                   | Maëva Squiban (FRA)                   | AB                                    |
| 124                                   | Manon Souyris (FRA)                   | AB                                    |
| 125                                   | India Grangier (FRA)                  | 14e                                   |
| 126                                   | Noémie Abgrall (FRA)                  | AB                                    |

| Massi Tactic MAT | Massi Tactic MAT         | Massi Tactic MAT |
| ---------------- | ------------------------ | ---------------- |
| Num              | Coureuse                 | Pos              |
| 131              | Vita Heine (NOR) (route) | 54e              |
| 132              | Špela Kern (SLO)         | 29e              |
| 133              | Mireia Benito (ESP)      | 56e              |
| 134              | Mireia Trias (ESP)       | 59e              |
| 135              | Olivia Baril (CAN)       | 47e              |
| 136              | Maaike Coljé (NED)       | 41e              |

| Ceratizit-WNT Pro Cycling WNT | Ceratizit-WNT Pro Cycling WNT | Ceratizit-WNT Pro Cycling WNT |
| ----------------------------- | ----------------------------- | ----------------------------- |
| Num                           | Coureuse                      | Pos                           |
| 141                           | Laura Asencio (FRA)           | 50e                           |
| 142                           | Erica Magnaldi (ITA)          | 15e                           |
| 144                           | Kathrin Hammes (GER)          | 45e                           |
| 145                           | Sarah Rijkes (AUT)            | AB                            |
| 146                           | Lara Vieceli (ITA)            | AB                            |

| Trek-Segafredo TFS | Trek-Segafredo TFS                 | Trek-Segafredo TFS |
| ------------------ | ---------------------------------- | ------------------ |
| Num                | Coureuse                           | Pos                |
| 1                  | Lizzie Deignan (GBR)               | 7e                 |
| 2                  | Audrey Cordon-Ragot (FRA)          | AB                 |
| 3                  | Elisa Longo Borghini (ITA) (route) | 1re                |
| 5                  | Tayler Wiles (USA)                 | AB                 |
| 6                  | Ruth Edwards (USA)                 | AB                 |

| Valcar-Travel & Service VAL | Valcar-Travel & Service VAL | Valcar-Travel & Service VAL |
| --------------------------- | --------------------------- | --------------------------- |
| Num                         | Coureuse                    | Pos                         |
| 11                          | Elena Pirrone (ITA)         | 40e                         |
| 12                          | Chiara Consonni (ITA)       | AB                          |
| 13                          | Ilaria Sanguineti (ITA)     | 23e                         |
| 14                          | Silvia Persico (ITA)        | 11e                         |
| 15                          | Martina Alzini (ITA)        | 39e                         |
| 16                          | Silvia Pollicini (ITA)      | 58e                         |

| Team DSM DSM | Team DSM DSM           | Team DSM DSM |
| ------------ | ---------------------- | ------------ |
| Num          | Coureuse               | Pos          |
| 21           | Franziska Koch (GER)   | 42e          |
| 22           | Juliette Labous (FRA)  | 22e          |
| 23           | Liane Lippert (GER)    | 27e          |
| 24           | Floortje Mackaij (NED) | 24e          |
| 25           | Wilma Olausson (SWE)   | 46e          |
| 26           | Coryn Rivera (USA)     | 8e           |

| Alé BTC Ljubljana ALE | Alé BTC Ljubljana ALE       | Alé BTC Ljubljana ALE |
| --------------------- | --------------------------- | --------------------- |
| Num                   | Coureuse                    | Pos                   |
| 31                    | Mavi García (ESP) (route)   | 21e                   |
| 32                    | Eugenia Bujak (SLO) (route) | 6e                    |
| 33                    | Tatiana Guderzo (ITA)       | 18e                   |
| 34                    | Sophie Wright (GBR)         | 55e                   |
| 35                    | Urša Pintar (SLO)           | 17e                   |

| Liv Racing LIV | Liv Racing LIV             | Liv Racing LIV |
| -------------- | -------------------------- | -------------- |
| Num            | Coureuse                   | Pos            |
| 41             | Sofia Bertizzolo (ITA)     | 4e             |
| 42             | Soraya Paladin (ITA)       | 25e            |
| 43             | Pauliena Rooijakkers (NED) | 30e            |
| 44             | Sabrina Stultiens (NED)    | AB             |

| Parkhotel Valkenburg PHV | Parkhotel Valkenburg PHV  | Parkhotel Valkenburg PHV |
| ------------------------ | ------------------------- | ------------------------ |
| Num                      | Coureuse                  | Pos                      |
| 51                       | Sylvie Swinkels (NED)     | AB                       |
| 52                       | Rachel Neylan (AUS)       | 19e                      |
| 53                       | Belle De Gast (NED)       | AB                       |
| 54                       | Marit Raaijmakers (NED)   | 51e                      |
| 55                       | Kirstie van Haaften (NED) | 60e                      |
| 56                       | Pien Limpens (NED)        | 43e                      |

| Arkéa Pro Cycling Team ARK | Arkéa Pro Cycling Team ARK    | Arkéa Pro Cycling Team ARK |
| -------------------------- | ----------------------------- | -------------------------- |
| Num                        | Coureuse                      | Pos                        |
| 61                         | Charlotte Becker (GER)        | AB                         |
| 62                         | Typhaine Laurance (FRA)       | 44e                        |
| 63                         | Gladys Verhulst (FRA)         | 2e                         |
| 64                         | Greta Richioud (FRA)          | AB                         |
| 65                         | Marie-Morgane Le Deunff (FRA) | AB                         |
| 66                         | Lucie Jounier (FRA)           | 37e                        |

| SD Worx SDW | SD Worx SDW                        | SD Worx SDW |
| ----------- | ---------------------------------- | ----------- |
| Num         | Coureuse                           | Pos         |
| 71          | Anna van der Breggen (NED) (route) | AB          |
| 72          | Niamh Fisher-Black (NZL)           | 12e         |
| 73          | Anna Shackley (GBR)                | 20e         |
| 74          | Roxane Fournier (FRA)              | 57e         |
| 75          | Ashleigh Moolman (RSA)             | 9e          |
| 76          | Karol-Ann Canuel (CAN)             | AB          |

| Tibco-Silicon Valley Bank TIB | Tibco-Silicon Valley Bank TIB | Tibco-Silicon Valley Bank TIB |
| ----------------------------- | ----------------------------- | ----------------------------- |
| Num                           | Coureuse                      | Pos                           |
| 81                            | Kristen Faulkner (USA)        | 3e                            |
| 82                            | Diana Peñuela (COL)           | AB                            |
| 83                            | Leah Dixon (GBR)              | AB                            |
| 84                            | Nina Kessler (NED)            | 34e                           |
| 85                            | Tanja Erath (GER)             | AB                            |
| 86                            | Abi Smith (GBR)               | 16e                           |

| FDJ-Nouvelle Aquitaine-Futuroscope FDJ | FDJ-Nouvelle Aquitaine-Futuroscope FDJ | FDJ-Nouvelle Aquitaine-Futuroscope FDJ |
| -------------------------------------- | -------------------------------------- | -------------------------------------- |
| Num                                    | Coureuse                               | Pos                                    |
| 91                                     | Marta Cavalli (ITA)                    | 26e                                    |
| 92                                     | Stine Borgli (NOR)                     | 36e                                    |
| 93                                     | Victorie Guilman (FRA)                 | 48e                                    |
| 94                                     | Marie Le Net (FRA)                     | 28e                                    |
| 95                                     | Évita Muzic (FRA) (route)              | 5e                                     |
| 96                                     | Jade Wiel (FRA)                        | 49e                                    |

| Canyon-SRAM Racing CSR | Canyon-SRAM Racing CSR | Canyon-SRAM Racing CSR |
| ---------------------- | ---------------------- | ---------------------- |
| Num                    | Coureuse               | Pos                    |
| 101                    | Alena Amialiusik (BLR) | 32e                    |
| 102                    | Elise Chabbey (SUI)    | 13e                    |
| 103                    | Tiffany Cromwell (AUS) | 33e                    |
| 104                    | Neve Bradbury (AUS)    | 53e                    |
| 105                    | Mikayla Harvey (NZL)   | 31e                    |
| 106                    | Hannah Ludwig (GER)    | AB                     |

| Jumbo-Visma Women Team TJV | Jumbo-Visma Women Team TJV | Jumbo-Visma Women Team TJV |
| -------------------------- | -------------------------- | -------------------------- |
| Num                        | Coureuse                   | Pos                        |
| 111                        | Nancy van der Burg (NED)   | AB                         |
| 112                        | Riejanne Markus (NED)      | 35e                        |
| 113                        | Aafke Soet (NED)           | AB                         |
| 114                        | Julie Van de Velde (BEL)   | 52e                        |
| 115                        | Anna Henderson (GBR)       | 10e                        |
| 116                        | Amber Kraak (NED)          | 38e                        |

| Stade Rochelais Charente-Maritime CMW | Stade Rochelais Charente-Maritime CMW | Stade Rochelais Charente-Maritime CMW |
| ------------------------------------- | ------------------------------------- | ------------------------------------- |
| Num                                   | Coureuse                              | Pos                                   |
| 121                                   | Arianna Pruisscher (NED)              | AB                                    |
| 122                                   | Coralie Demay (FRA)                   | AB                                    |
| 123                                   | Maëva Squiban (FRA)                   | AB                                    |
| 124                                   | Manon Souyris (FRA)                   | AB                                    |
| 125                                   | India Grangier (FRA)                  | 14e                                   |
| 126                                   | Noémie Abgrall (FRA)                  | AB                                    |

| Massi Tactic MAT | Massi Tactic MAT         | Massi Tactic MAT |
| ---------------- | ------------------------ | ---------------- |
| Num              | Coureuse                 | Pos              |
| 131              | Vita Heine (NOR) (route) | 54e              |
| 132              | Špela Kern (SLO)         | 29e              |
| 133              | Mireia Benito (ESP)      | 56e              |
| 134              | Mireia Trias (ESP)       | 59e              |
| 135              | Olivia Baril (CAN)       | 47e              |
| 136              | Maaike Coljé (NED)       | 41e              |

| Ceratizit-WNT Pro Cycling WNT | Ceratizit-WNT Pro Cycling WNT | Ceratizit-WNT Pro Cycling WNT |
| ----------------------------- | ----------------------------- | ----------------------------- |
| Num                           | Coureuse                      | Pos                           |
| 141                           | Laura Asencio (FRA)           | 50e                           |
| 142                           | Erica Magnaldi (ITA)          | 15e                           |
| 144                           | Kathrin Hammes (GER)          | 45e                           |
| 145                           | Sarah Rijkes (AUT)            | AB                            |
| 146                           | Lara Vieceli (ITA)            | AB                            |

### Prix
Les prix suivants sont distribués :
| Position | 1er     | 2e      | 3e    | 4e    | 5e    | 6e    | 7e    | 8e    | 9e    | 10e   |
| Prix     | 1 535 € | 1 135 € | 760 € | 460 € | 385 € | 335 € | 305 € | 265 € | 225 € | 200 € |

En sus, les coureuses placées de la 11e à la 15e place gagnent 160 €, celles placées de la 16e à la 20e place 120 €.